# 矢崎由高
矢崎 由高（やざき よしたか、2004年5月12日 - ）は、早稲田大学ラグビー蹴球部に所属するラグビーユニオン選手。

## 略歴
吹田ラグビースクール（大阪府吹田市）で、5歳からラグビーを始めた。高槻市立芝谷中学校ではサッカー部にも所属。
2020年（令和2年）、桐蔭学園高等学校（神奈川県横浜市青葉区）に進学、1年時からFBとして出場し、第100回全国高等学校ラグビーフットボール大会で優勝。2年時（第101回全国高校ラグビー大会）はベスト4に進出。高3では神奈川県予選の決勝で敗れる。
高校日本代表に選ばれ、2023年アイルランド遠征においてアイルランドU19代表戦で勝利した。
2023年（令和5年）、早稲田大学スポーツ科学部に進学し、早稲田大学ラグビー蹴球部1年生で5月の春季大会に2試合出場（1試合先発）。U20日本代表に選ばれた。
2024年（令和6年）、大学2年（20歳）で2024年6月6日からの日本代表宮崎合宿にトレーニングメンバー（練習生）として参加。6月22日のイングランド代表戦に日本代表として先発出場し、この年だけで日本代表5キャップ（いずれもフルバック先発出場）を獲得した。